# بخش لارکانه
بخش لارکانه (سندی: لاڙکاڻو ڊویزن) یکی از بخش‌های پاکستان در ایالت سند بود که در اصلاحات انجام‌گرفته در سال ۲۰۰۰، ساختار بخش در پاکستان حذف گردید. اما در سال ۲۰۰۸ مجدداً بازگردانده شد. ناحیه‌های آن عبارت بودند از:
- ناحیه جیکب‌آباد
- ناحیه کشمور
- ناحیه لارکانه
- ناحیه قنبر شهدادکوت
- ناحیه شکارپور